# 景山街道 (温州市)
景山街道是中华人民共和国浙江省温州市瓯海区下辖的一个街道办事处。

## 行政区划
景山街道下辖以下村级行政区划单位：
繁荣社区、景山社区、净水社区、西山社区、将军村和净水村。